# Епархия Бриджтауна
Епархия Бриджтауна (лат. Dioecesis Pontipolitana) — епархия Римско-Католической церкви с центром в городе Бриджтаун, Барбадос. Епархия Бриджтауна входит в митрополию Порт-оф-Спейна и распространяет свою юрисдикцию на всю территорию островного государства Барбадоса. Кафедральным собором епархии Бриджтауан является церковь святого Патрика.

## История
7 марта 1970 года Римский папа Павел VI выпустил буллу «Cum et nobis», которой учредил епархию Бриджтауна-Кингстауна, выделив её из епархии Сент-Джорджеса.
23 октября 1989 года Римский папа Иоанн Павел II выпустил буллу «Diligenter iamdiu», которой разделил епархию Бриджтауна-Кингстауна на епархии Бриджтауна и Кингстауна.
Епархия Бриджтауна входит в Конференцию католических епископов Антильских островов.

## Ординарии епархии
- епископ Anthony Hampden Dickson (19.10.1970 — 23.04.1995)
- епископ Malcolm Patrick Galt, C.S.Sp.[2] (23.10.1995 — 31.05.2005)
  - Sede Vacante (2005—2011)
- епископ Charles Jason Gordon (8.07.2011 — по настоящее время)

## Источник
- Annuario Pontificio, Libreria Editrice Vaticana, Città del Vaticano, 2003, ISBN 88-209-7422-3
- Булла Cum et nobis  (лат.)
- Булла Diligenter iamdiu  (лат.)